# Dawu (sockenhuvudort i Kina, Qinghai Sheng)
Dawu (kinesiska: 大武, 大武乡, 桑多) är en sockenhuvudort i Kina. Den ligger i provinsen Qinghai, i den nordvästra delen av landet, omkring 280 kilometer sydväst om provinshuvudstaden Xining. Antalet invånare är 5 148. Befolkningen består av 2 283 kvinnor och 2 865 män. Barn under 15 år utgör 26,0 %, vuxna 15-64 år 69 %, och äldre över 65 år 4,0 %.
Runt Dawu är det mycket glesbefolkat, med 2 invånare per kvadratkilometer. Det finns inga andra samhällen i närheten. Trakten runt Dawu består i huvudsak av gräsmarker.